# Spominski znak Prilipe
Spominski znak Prilipe je spominski znak Slovenske vojske, ki je namenjen pripadnikom takratne TO RS, ki so sodelovali pri spopadu v Prilipah.